# Španělsko na Letních olympijských hrách 1948
Španělsko se účastnilo Letní olympiády 1948 v Londýně. Zastupovalo ho 27 mužů v 7 sportech.

## Medailisté
| Medaile | Jméno                                       | Sport     | Soutěž                          |
| ------- | ------------------------------------------- | --------- | ------------------------------- |
| Stříbro | Jaime García Marcelino Gavilán José Navarro | Jezdectví | Družstvo mužů parkurové skákání |